# Миодраг Ивановић
Миодраг Микица Ивановић (Оџаци, 20. март 1959) српски је стрип цртач, илустратор и карикатуриста.

## Биографија
Основну школу завршио је у Српском Милетићу, а занат у Сомбору. Након завршеног заната, завршио је и средњу техничку школу у Новом Саду.
Прве табле стрипа урадио је 1975. године, а 1979. године је са својим радовима учествовао на конкурсу "Дечијих новина" из Горњег Милановца. Већ наредне 1981. године урадио је први кратак стрип за "Стрипотеку", а стрип који је радио по сценарију Душана Вукојева "Дуде", откупио је новосадски "Форум" али га није публиковао. На лиценцном стрипу "Велики Блек", за "Дневник" из Новог Сада почиње да ради 1982. године. Урадио је једанаест епизода, од којих је девет објављено, а две епизоде су изгубљене и необјављене због распада СФРЈ и ситуације које је тада настала. Паралелно на серијалу "Велики Блек", ради и кратке вестерн приче, као додатни стрип, у легендарним едицијама "Златна серија" и "Лунов Магнус Стрип". Урадио је више од 100 насловница за ове две едиције. За "Дневник" је радио и на стрипу "Побјеснели Макс". Од 1986. године упоредо црта тада популарни стрип "Нинџа" за "Дечје Новине", који је излазио у "Екс алманаху". Урадио је више од 25 епизода овог стрипа, а такође је урадио и мноштво насловница за исти стрип магазин. На основу дотадашњег рада, 1989. године добија прилику да ради на лиценцном стрипу "Тарзан" за новосадски "Форум/Маркетпринт". Крајем осамдесетих година прошлог вијека ради и на хорор стрипу за њемачко тржиште. Током 1994. радио је на новом јунаку за "Политикин Забавник", али то дјело никада није објављено.
Поред стрипа, Ивановић је у овом периоду објављивао мноштво карикатура у "Политика експрес" и часописима "Данас", "Интервју" и "Јеж". За "Политикин Забавник" је радио домаћег "Конана", а "Аладина" за "Мали забавник". Награђен је првом наградом на међународном конкурсу ауторске стрип сторије у Велесу, Македонија.
Због околности насталих током деведесетих и тешке економске ситуације бавио се зидарством и иконописао је православни храм у Оџацима, а у Дорослову код Сомбора осликао је римокатоличку цркву. Постао је и специјалиста за рекламе на великим зидним површинама. Ипак вратио се стрипу. У издању београдске издавачке куће "Форма Б", изашла су три интеграла, са укупно 9 епизода "Великог Блека", чији је Ивановић аутор. У току 2020. године за латинично издање стрипа "Горски вијенац", који је урађен по Његошевом књижевном дјелу, Ивановић је тушем обрадио цртеж Гезе Шетета и урадио насловницу за то издање.
Имао је три изложбе у Оџацима, две у галерији "Панон арт" и једну у галерији Дома омладине. Излагао је и у Апатину. У мају 2021. у просторијама Градског музеја у Сомбору одржана је изложба Ивановићевих оригиналних стрип табли.
Члан је Удружења стрипских уметника Србије.